# سونیک خارپشت (بازی ویدئویی ۱۹۹۱)
سونیک خارپشت (به انگلیسی: Sonic the Hedgehog، به ژاپنی: ソニック・ザ・ヘッジホッグ، هپبورن: Sonikku za Hejjihoggu) یک بازی در سبک پرشی می‌باشد که توسط سونیک تیم توسعه یافته و توسط سگا برای سگا جنسیس منتشر شده است. این بازی اولین بازی در فرانچایز سونیک خارپشت می‌باشد و در ژوئن سال ۱۹۹۱ در آمریکای شمالی و ماه بعد در مناطق پی‌ای‌ال و ژاپن منتشر شد. بازیکن در این بازی سونیک خارپشت را هدایت می‌کند که می‌تواند با سرعت مافوق‌صوت بدود؛ سونیک برای شکست دادن دکتر رباتنیک، دانشمندی که حیوانات را در دل ربات‌ها زندانی کرده و به دنبال زمردهای قدرتمند آشوب است، تلاش می‌کند. گیم‌پلی بازی شامل جمع‌آوری حلقه‌ها که نقش جان بازیکن را برعهده دارند، یک طرح کنترل ساده همراه با پریدن و حمله کردن تنها با یک دکمه می‌باشد.